# Протоки (Мурманская область)
Протоки (Оленегорск-1, 28-й км Ловозерского тракта) — закрытый военный городок в городском округе город Оленегорск Мурманской области России.
Находится в 28 км на юго-восток от Оленегорска, между озёрами Сёмужье, Сухое и Нелкозеро.
Зарегистрирован в составе Оленегорского сельсовета в конце 1950-х годов. Исключён 25 мая 1977 года. В июне 1992 года вновь получил статус населённого пункта, но позже снова лишён этого статуса.
В посёлке в 1970-х годах размещена воинская часть и тропосферная станция слежения и обнаружения головных частей баллистических ракет типа «Днестр». Ведётся строительство РЛС «Воронеж», ввод которой планируется в 2022 году.
В 7 км юго-восточнее посёлка находилась тропосферная радиорелейная станция (ТРРС) линии связи «Север» (ТРРЛ 3500 «Канва»).
В посёлке открыты детский сад и средняя общеобразовательная школа № 22. Имеется православный приход Русской православной церкви во имя Оптинских старцев.